# Premsa
|  | Aquest article fa referència a la premsa escrita. Per a altres significats vegeu Premsa (desambiguació). |

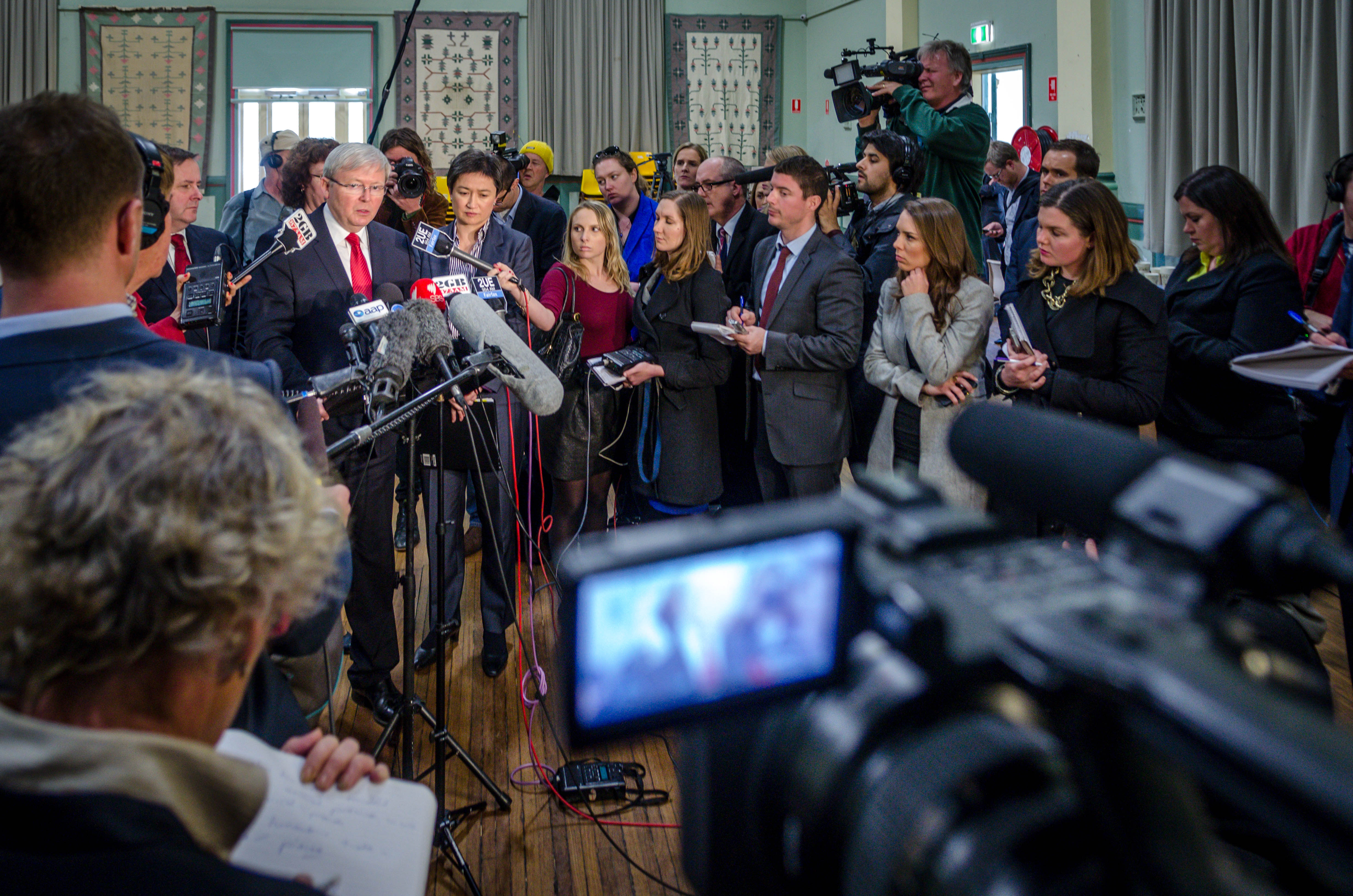
La premsa agafant declaracions a un polític.

La premsa són els elements dels mitjans de comunicació de massa que difonen notícies al públic general. Inclou els mitjans impresos, (diaris, revistes), radiodifusió (ràdio i televisió), així com Internet (diaris digitals, blogs, etc.), sempre que difonguin notícies.

## Mitjans impresos
Podem distingir l'anomenada premsa diària (diaris), impresa en paper econòmic i sovint en blanc i negre (amb una única tinta, habitualment negra); i les revistes, que tenen, normalment, periodicitat setmanal o mensual i que estan impreses en paper d'alta qualitat i amb fotografies en color de bona qualitat. La premsa existeix des de l'aparició de la impremta, essent el primer mitjà de comunicació de masses i el vehicle original del periodisme.
Encara que la informació sigui la seva funció més destacada, la premsa periòdica posseeix, com tot mitjà de comunicació, les funcions d'informar, persuadir, promoure, formar opinió, educar i entretenir (habitualment resumides en la tríada informar, formar i entretenir).

## Diaris
La premsa d'informació general acostuma a publicar articles sobre els esdeveniments polítics locals, nacionals i internacionals, sobre personalitats, delinqüència, economia i negocis, entreteniment, societat i esports. La majoria dels diaris tradicionals també disposen d'una pàgina que conté l'editorial escrita per l'editor que expressa l'opinió de l'empresa i columnes que expressen les opinions personals dels seus autors. Aquest tipus de premsa s'ha finançat tradicionalment amb les subscripcions i la publicitat. Des de fa uns anys, la premsa té dues manifestacions ben diferenciades: la premsa gratuïta i la de pagament. La possibilitat de rebre informació en directe, primer a través de la ràdio i la televisió, i des de finals del segle xx per internet (periodisme digital), ha acabat suprimint la diferència que hi havia entre la premsa matutina i la premsa vespertina, que es venia al matí i a la tarda respectivament.
El 2007, hi havia 6.580 de diaris al món, amb unes vendes de 395 milions d'exemplars diaris. La recessió mundial de finals de la dècada del 2000 combinada amb el ràpid creixement de les alternatives basades en el web, va provocar una disminució important de la publicitat i de la circulació, molts diaris van tancar o van reduir considerablement la seva activitat.

### Setmanaris
Un setmanari és una publicació d'informació general que es publica un cop o, rarament, dos a la setmana. Aquesta mena de diaris tendeixen a tenir circulacions reduïdes amb comparació amb els diaris, i en general tenen un abast les comunitats menys poblades o en àrees petites, definides dins de les grans ciutats; sovint, poden cobrir un territori més petit, tal com una o més ciutats més petites o eventualment tot un país. Sovint els setmanaris cobreixen notícies locals i participen més intensament del periodisme comunitari o altra mena de premsa especialitzada.

### Revistes
Una revista o un magazín (per la seva denominació en anglès, magazine) és una publicació periòdica, generalment finançada per publicitat i/o pels lectors. Les revistes i les revistes electròniques són publicacions periòdiques en què intervenen diversos autors, amb intervals regulars d'aparició en números o fascicles i/o volums. Els fascicles d'un any constitueixen un volum.

## Història
La premsa catalana es va convertir, al llarg del segle xix, en un mitjà de comunicació de masses amb la proliferació de capçaleres. L'anomenada edat d'or de la premsa catalana se situa entre el 1890 i el 1920, període en el qual es van consolidar els diaris que adoptaven els conceptes moderns d'objectivitat i imparcialitat.

### Diaris
- 1758. Madrid. Diario noticioso, curioso, erudito y comercial público y económico. Francisco Mariano Nipho
- 1762. Barcelona. Diario curioso, historico, erudito y comercial, publico y economico[4]
- 1772. Barcelona. Diario evangélico, histórico-político.
- 1792. Diari de Barcelona, imprès per Pere Pau Husson de Lapezaran, un impressor d'origen napolità. Amb algunes interrupcions es va publicar fins a la dècada dels noranta del segle xx.

## Organització d'una empresa de premsa
Qualsevol empresa periodística (diari, revista, emissora de radio, cadena de televisió…etc.) es basa en el treball coordinat de moltes persones sota el control d'una organització. Cada empresa està organitzada de manera particular, però hi ha un esquema general que comparteixen totes.

### Diaris
Els diaris tradicionals, impresos en paper, són casos d'estudi molt coneguts degut a la seva llarga existència.
Generalment són societats anònimes, propietat inicialment dels socis fundadors que aportaren el capital necessari per a la creació del diari. Com a societats econòmiques el seu objectiu primari és el de donar beneficis. Però també tenen la funció social d'informar, suposadament de forma objectiva i basant-se en la veritat.

### Organització d'un diari
Al capdamunt de tot hi ha la Direcció. La Directora o Director és una persona designada per l'empresa propietària i és la màxima responsable de la publicació.
A part del departament de Direcció, hi ha tres departament típics: Administració, Redacció i Tallers.

#### Administració
Aquest departament s'encarrega de totes les funcions econòmiques: publicitat, promoció, personal, nòmines, informàtica, comunicacions, compres, etc.

#### Redacció
El departament de Redacció és el que reb les notícies, prepara els articles i els ajusta per a la seva publicació. Tots els continguts publicats ha d'encaixar i cabre en l'espai físic disponible.
La Redacció consta de seccions diverses, en funció del format del diari: nacional, internacional i local.
Totes les seccions treballen preparant les pàgines definitives. Els professionals són redactors, fotògrafs (redactors gràfics) I paginadors.
El responsable de la Redacció és el Redactor en cap.

#### Tallers
Un cop preparada l'edició per parte de Redacció, els Tallers s'encarreguen de preparar la impressió (tirada), fer-la físicament i embalar-la per a la seva distribució.